# Tanah Raja
Tanah Raja is een bestuurslaag in het regentschap Serdang Bedagai van de provincie Noord-Sumatra, Indonesië. Tanah Raja telt 1083 inwoners (volkstelling 2010).